# Eduard-Pape-Denkmal

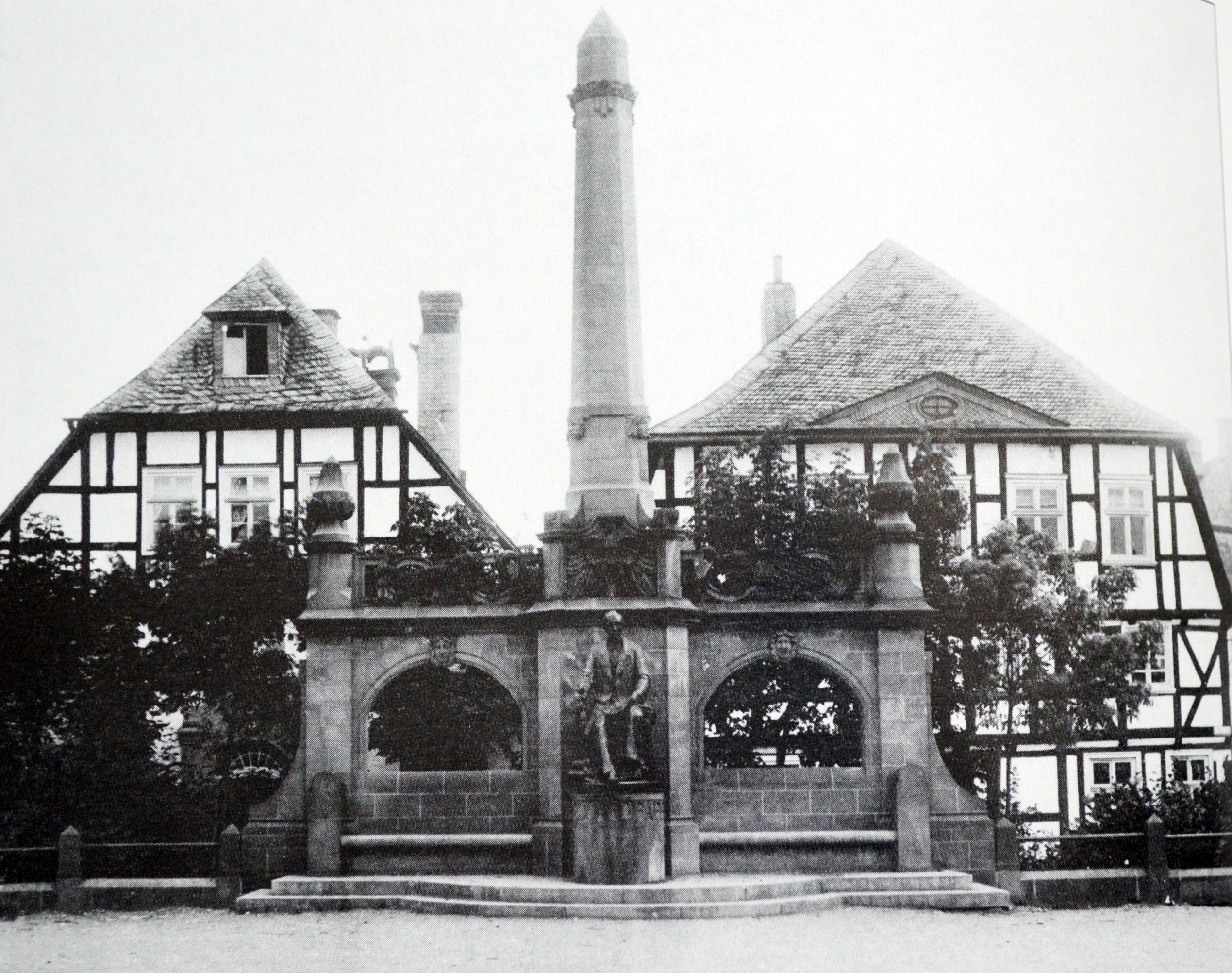
Pape-Denkmal mit Bronzefigur

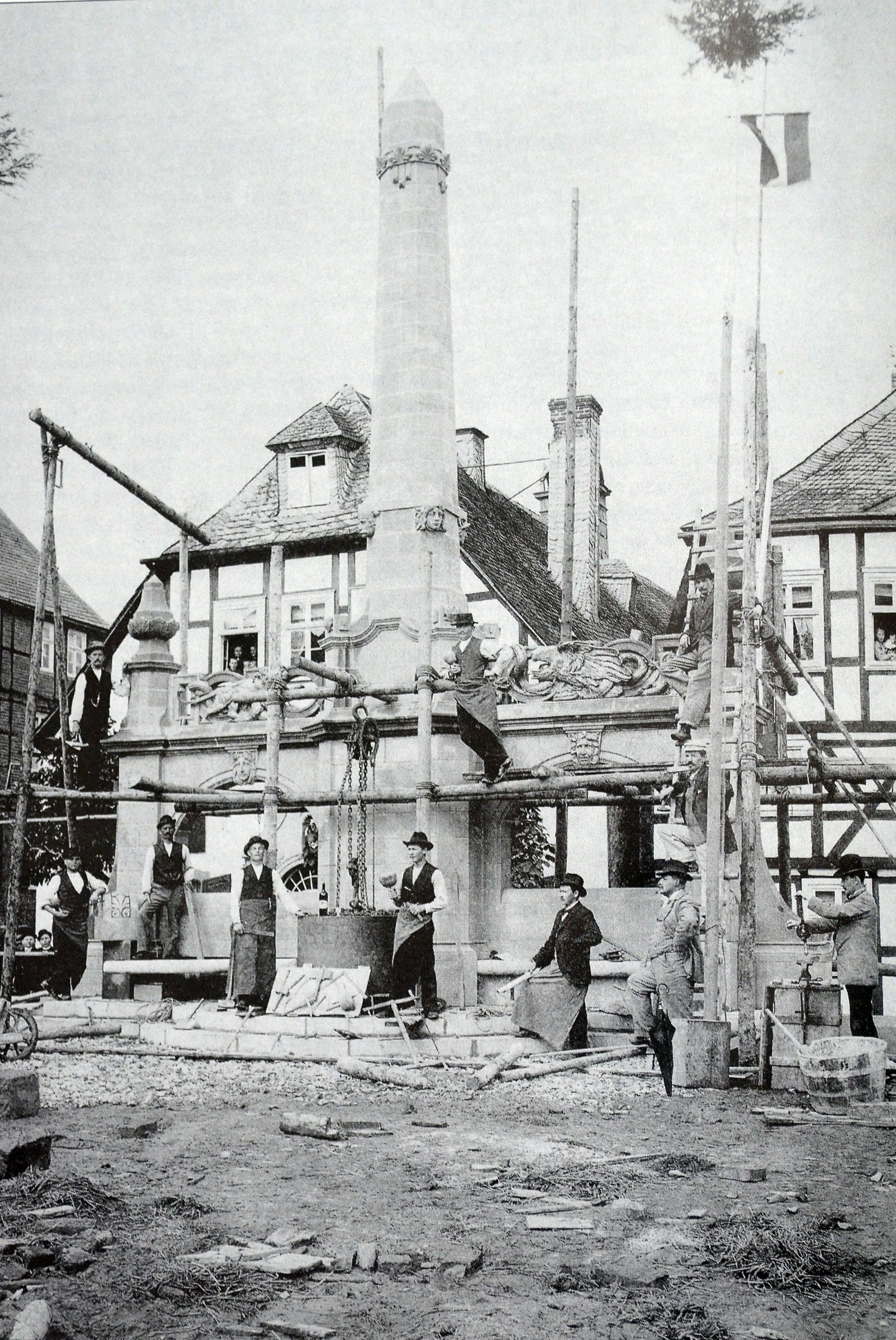
Das Denkmal kurz vor der Fertigstellung

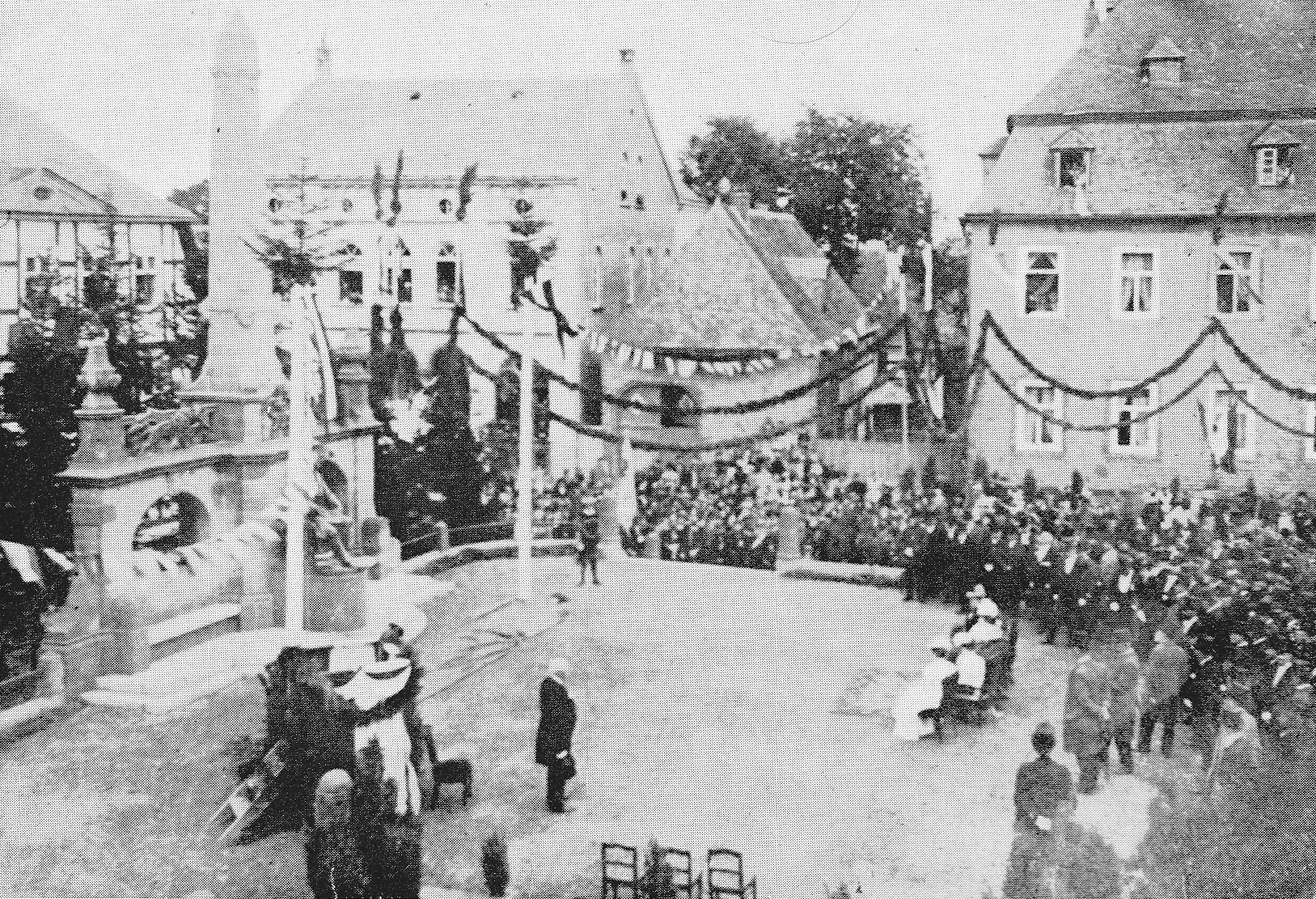
Enthüllung des Pape-Denkmals

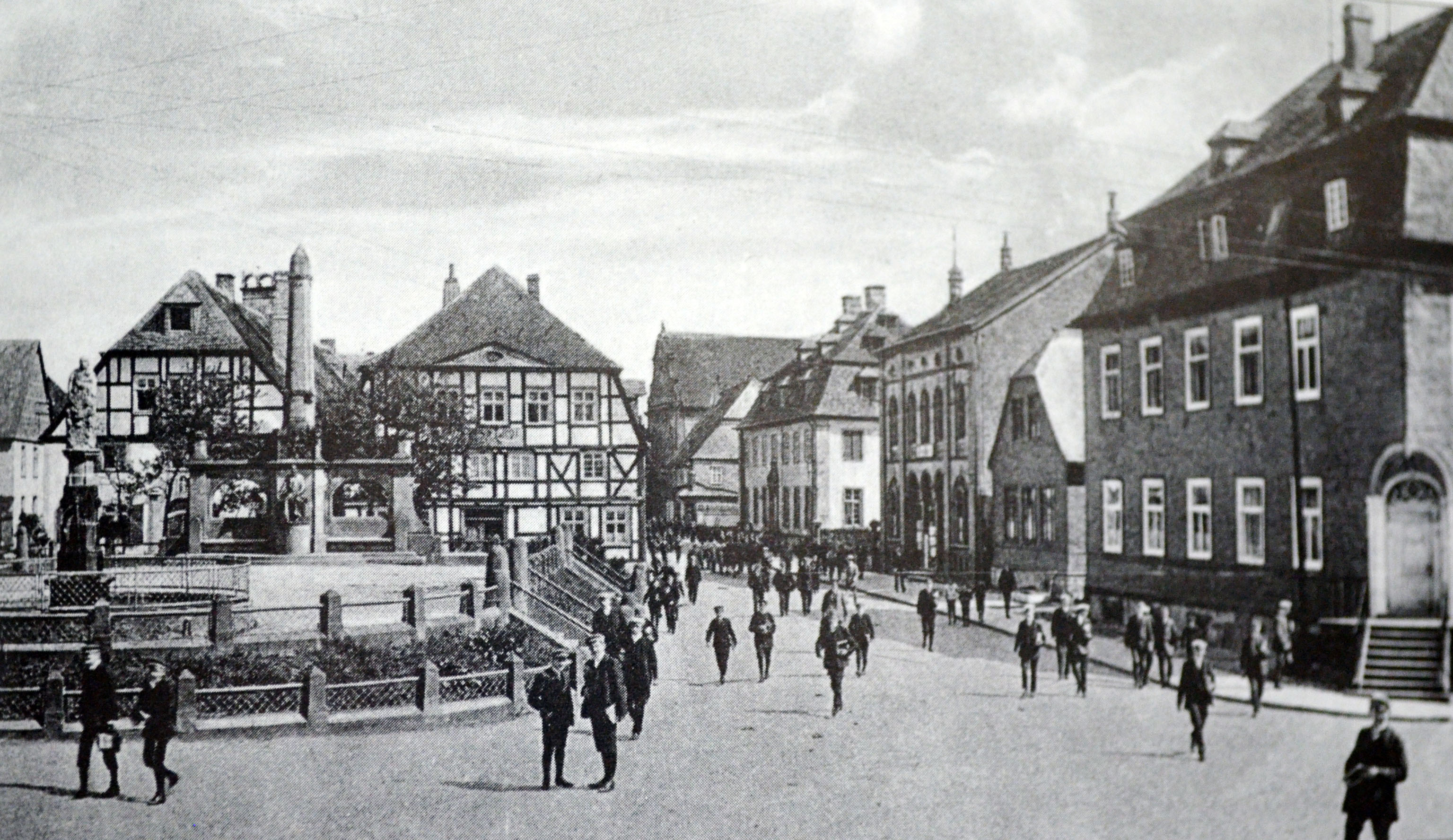
Steinweg mit Pape-Denkmal, Ansicht des erhöhten Marktplatzes

Das Eduard-Pape-Denkmal war ein stadtbildprägendes Denkmal zu Ehren von Heinrich Eduard von Pape. Das Denkmal stand auf dem Marktplatz in Brilon gegenüber dem historischen Rathaus.

## Vorgeschichte und Errichtung
Das Denkmal wurde im Jahre 1899 errichtet. Nicht die Briloner Bevölkerung, sondern überwiegend Wissenschaftler, Beamte, Juristen und Gelehrte aus dem Reich riefen zur Errichtung des Denkmals auf. Die Kosten beliefen sich auf 30.000 Mark. Spenden gingen aus etlichen Reichs-, Landes- und Gemeindebehörden sowie von zahlreichen Privatpersonen ein. Auch der Reichskanzler Fürst Chlodwig zu Hohenlohe-Schillingsfürst und Kaiser Wilhelm II. ließen der Stadt eine Spende zukommen.
Die feierliche Enthüllung fand am 13. September 1899 in Anwesenheit zahlreicher staatlicher und kirchlicher Würdenträger statt. Der Kaiser beglückwünschte die Stadt in einem besonderen Kabinettsschreiben.

## Beschreibung
Vor einer nach Entwürfen des Architekten Carl Moritz aus Rüthener Grünsandstein errichteten Denkmalsarchitektur erhob sich die schlichte Sitzfigur Papes in Überlebensgröße, die nach einem Modell des Bildhauers Arnold Künne in Bronze gegossen wurde. Die hoch aufragende, mit symbolischem Schmuck überladene Architektur stand im Widerspruch zu der einfach gehaltenen Plastik.

## Differenzen und Abriss
Nach kurzer Zeit verflog die anfängliche Begeisterung der Briloner Bürger. Um das Denkmal zu errichten, wurde ein Großteil des Marktplatzes deutlich erhöht. Somit wurden die anliegenden Straßen enger, der Verkehr wurde erheblich behindert. Die Kaufleute, die von der vorher vorhandenen Durchgangsstraße profitiert hatten, erlitten erhebliche Verluste, die sie von der Stadt ersetzt haben wollten. Auch war der Kump durch die Erhöhung fast vollständig zugeschüttet worden. Der bekannte, mit aufwändigen Verzierungen versehene Stadtbrunnen war kaum noch zu sehen. Der Schnadezug konnte nicht mehr, wie es Tradition war, „dreimal um den Kump herum“ ziehen. Denkmalpfleger und große Teile der Bevölkerung forderten die Verkleinerung der Anlage und die Versetzung auf einen anderen Platz. Eine andere Forderung war die Absenkung des Marktplatzes auf das frühere Niveau. 1908 stellten 71 Briloner Bürger an den Magistrat einen Antrag, die Anschüttung und Einfriedung am Pape-Denkmal zu beseitigen. Es wurde zu Spenden für diese Maßnahme aufgerufen. Allerdings fehlten die finanziellen Mittel für die baulichen Maßnahmen.
Der Erste Weltkrieg brachte auf ungeahnte Art und Weise die Lösung des Problems. Von der Rüstungsindustrie wurde Metall benötigt, Rohstoffe wurden knapp. 1917 wurde die Bronzefigur requiriert und eingeschmolzen. Die Stadt wurde mit 3.000 Mark entschädigt. Somit war das Denkmal seines wichtigsten Bestandteils beraubt. Während der Revolutionswirren 1918/1919 wurde die Denkmalarchitektur aus Naturstein von der Bevölkerung nach und nach abgebrochen und wohl anderweitig verbaut.
Die Erhöhung des Marktplatzes wurde rückgängig gemacht, heute erinnert nichts mehr an die Anlage.